# Campeonato Europeo de Patinaje Artístico sobre Hielo de 1904
El IX Campeonato Europeo de Patinaje Artístico sobre Hielo se realizó en Davos (Suiza) en enero de 1904. Fue organizado por la Unión Internacional de Patinaje sobre Hielo (ISU) y la Federación Suiza de Patinaje sobre Hielo.

## Resultados
| Puesto | Nombre         | País    |
| ------ | -------------- | ------- |
| Oro    | Ulrich Salchow | Suecia  |
| Plata  | Max Bohatsch   | Austria |
| Bronce | Nikolai Panin  | Rusia   |

## Medallero
| Núm. | País    | Oro | Plata | Bronce | Total |
| ---- | ------- | --- | ----- | ------ | ----- |
| 1    | Suecia  | 1   | 0     | 0      | 1     |
| 2    | Austria | 0   | 1     | 0      | 1     |
| 3    | Rusia   | 0   | 0     | 1      | 1     |
|      | TOTAL   | 1   | 1     | 1      | 3     |